# Elfmorgenbruch
Der Elfmorgenbruch ist ein Teil der Bruchniederungen der Kinzig-Murg-Rinne in Karlsruhe. Er bildet ein 89,3 Hektar großes Landschaftsschutzgebiet (Schutzgebietsnummer 2.12.009).

## Lage und Charakteristik

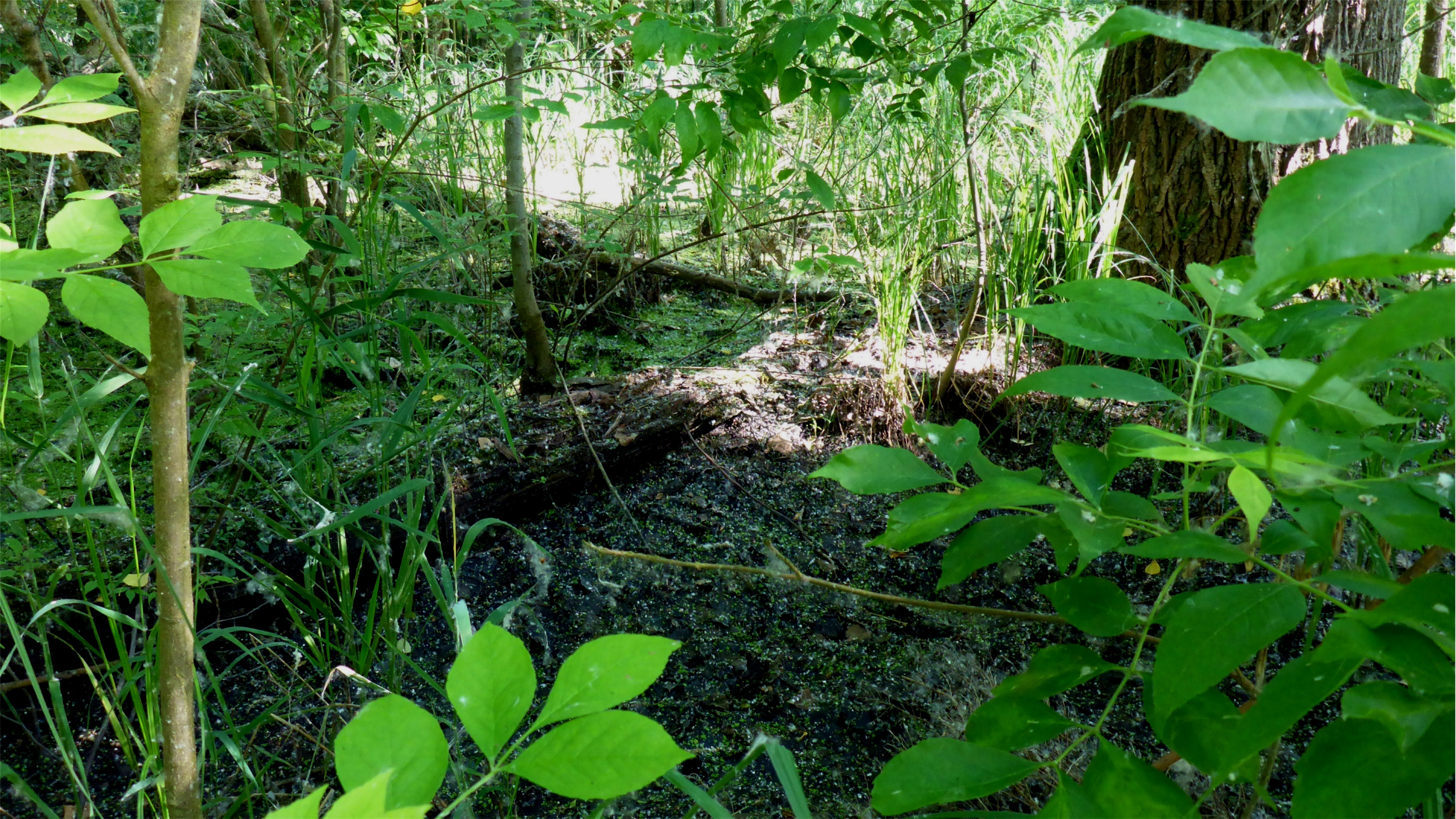
Im Elfmorgenbruch

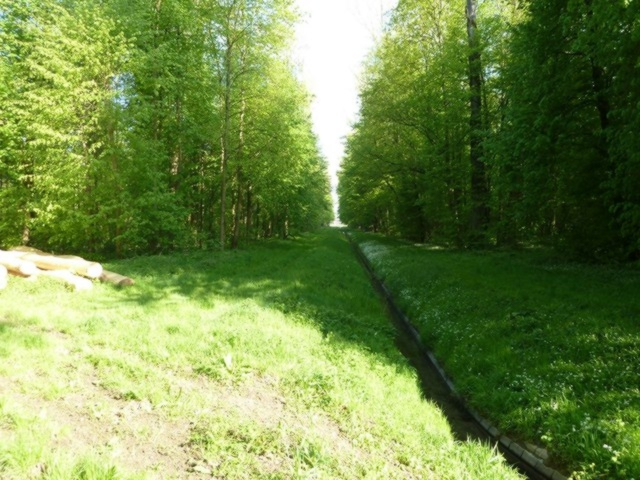
Die Alte Bach im Elfmorgenbruch

Den Elfmorgenbruch begrenzen im Norden das Industriegebiet Am Storrenacker (mit Stadtbushaltestelle Elfmorgenbruch) und im Süden ein ausgedehntes Gewerbegebiet mit einem Einkaufszentrum. Im Westen bildet die Elfmorgenbruchstraße die Grenze, im Südosten wird das Gebiet von der Bundesautobahn 5 durchschnitten. Es wird im Süden vom Pfinzspülkanal, im Norden von der Alten Bach (auch Tiefentalgraben genannt) und im Westen vom Elfmorgenbruchgraben durchzogen; der Pfinzspülkanal wird von der Pfinz gespeist.
Der Elfmorgenbruch besitzt als relativ isoliert gelegenes Gebiet weniger Artenvielfalt als vergleichbare Biotope wie etwa das Weingartener Moor. Der ursprünglich natürliche Bruchwald wurde durch Aufforstungen mit Pappeln und Erlen stark verändert. Jedoch sind noch einige alte Eichen übriggeblieben. Der Erholungswert des Landschaftsschutzgebiets wird durch die nahe Bundesautobahn, die Elfmorgenbruchstraße und die umliegenden Industrie- und Gewerbegebiete beeinträchtigt, insbesondere durch Verkehrslärmbelastung und stellenweise starke Vermüllung.
Windwurf hat in jüngerer Zeit verhältnismäßig viele Hybridpappeln niedergelegt; die Ersatzbepflanzung erfolgte mit Erlen.
Im Norden des Elfmorgenbruchs wurde 2007 die Autobahnanschlussstelle Karlsruhe-Nord mit einer Verbindung zur Elfmorgenbruchstraße in der Trasse der früher geplanten Nordtangente eröffnet.

## Toponymie und Geschichte
Die damalige Residenzstadt Durlach (heute ein Stadtteil von Karlsruhe) widmete im 16. Jahrhundert ein Wiesengebiet von elf badischen Morgen (ein badischer Morgen entspricht rund 36 Ar) dem gezielten Entenfang. Von dieser Größenangabe leitet sich die Bezeichnung des Landschaftsteils ab. Im Jahr 1585 ließ Markgraf Ernst Friedrich von Baden-Durlach die bereits vorhandene Entenfanganlage (Entenkoy) von den Bewohnern von Rintheim (heute Stadtteil von Karlsruhe) in Fronarbeit neu errichten; er stellte auch einen Entenfänger aus den Niederlanden an. Der Entenfang wurde bis zum Jahr 1867 betrieben. Die Fanganlage besaß einen quadratischen See mit rund einem Hektar Ausdehnung und drei Fangarmen. Einer der Fangarme wurde zum Tag des offenen Denkmals 2014 wieder hergerichtet. 
In den 1960er Jahren sollte das Bruchgebiet einem Industriegebiet weichen; mit Hilfe bürgerschaftlichen Engagements konnte dies jedoch verhindert werden. Am 12. Dezember 1980 erfolgte die Ausweisung als Landschaftsschutzgebiet. Zuvor bestand bereits seit 1962 Schutz.